# Business Ukraine
«Business Ukraine» — щомісячний журнал. Видається в Україні англійською мовою.
Виходить з 2007. Тематика: український бізнес, фінанси, політика і поточні події.
Розповсюджується в бізнесових центрах, готелях, ресторанах. Наклад — 15000. Видається компанією Open Borders Media. Видавець — Пітер Дікінсон.